# Stařechovice
Stařechovice település Csehországban, a Prostějovi járásban. Stařechovice Slatinky, Kostelec na Hané, Čelechovice na Hané, Čechy pod Kosířem és Hluchov településekkel határos. Lakosainak száma 547 fő (2024. január 1.).

## Népesség
A település lakosságának változását az alábbi diagram mutatja:
| Lakosok száma | 542  | 683  | 754  | 714  | 547  | 541  | 541  | 546  | 525  | 547  |
|               | 1869 | 1890 | 1921 | 1950 | 1980 | 2001 | 2017 | 2019 | 2022 | 2024 |